# Кошаркашка репрезентација Југославије
Кошаркашка репрезентација Југославије била је национална кошаркашка селекција Југославије. Била је под управом Кошаркашког савеза Југославије (КСЈ).
Југославија се сматрала другом велесилом у међународној кошарци, одмах иза Сједињених Америчких Држава. Пре Југословенских ратова деведесетих, јединствени југословенски тим (тада укључујући Србију, Црну Гору, Хрватску, Словенију, Босну и Херцеговину и Македонију) се сматрао једним од најбољих на свету, увек се такмичећи са Сједињеним Државама и Совјетским Савезом за највишу позицију на подијуму.

## Историја

### Почеци
Југославија је дебитовала на Европским првенствима на Европском првенству 1947. Репрезентација је освојила 13. место међу 14. репрезентација, изгубивши од Совјетског Савеза и Мађарске у преелиминарној рунди. Затим је Југославија савладала Холандију, али је поражена од Италије у полифуналној рунди и поразила је Албанију у мечу за 13. место.
Југославија није учествовала на следећем Европском првенству 1949. у Египту.
После отказа Италије, репрезентација Југославије је позвана да учествује на првом Светском првенству 1950. у Аргентини. Екипа је на брзину скупљена и без припрема и селектора је отпутовала у Буенос Ајрес. Југославија је освојила последње, 10. место.
Остало је забележено у историји југословенске кошарке да је први кош на Светским првенствима за југословенски национални тим постигао Небојша Поповић, који је у Аргентини био и играч и тренер „плавих“. Поред Поповића у репрезентацији је био и Бора Станковић, касније дугогодишњи генерални секретар ФИБА, а тим су још чинили: Лоци, Ладислав Демшар, Александар Гец, Срђан Калембер, Лајош Енглер, Соколовић, Новаковић, Блашковић, Амон и Радојчић.
Друго учешће Југославије на Европским првенствима било је на Европском првенству 1953. у Москви. Југославија је поражена на почетку од Бугарске, али је нанизала три победе и завршила на другом месту у групи у кругу у ком су били још Израел и Бугарска. У финалној рунди Југославија је остварила три победе и претрпела 4 пораза, што је било довољно за 6. место на турниру на ком је учествовало 17 репрезентација.
Ни друго Светско првенство 1954. у Бразилу није резултатски прошло много боље за „плаве“. Ипак, Југославија је овде остварила прву победу на овом такмичењу и то против Перуа резултатом 86:84. Једна победа је била довољна за 11. место у Бразилу.

### Први успеси
За разлику од 1954. године и 11. места, Југославија је у Рио де Жанеиру стигла до прве медаље на Светским првенствима. Југославија је у Бразил отпутовала као вицешампион Европе, а сребрна медаља на Европско првенство 1961. које је одржано у Београду, била је прва медаља коју је југословенска репрезентација освојила на неком великом такмичењу.
Те 1963. године репрезентацију је водио Александар Николић. Он је у Бразил повео: Радивоја Кораћа, Ђурића, Данеуа, Ковачића, Ђерђу, Николића, Ајзелта, Петричевића, Рајковића, Гордића, Ражнатовића и Владимира Цветковића. Биланс од осам победа, уз пораз од Бразила (71:90), био је довољан за друго место.
Генерацији која је освојила сребро у Бразилу прикључени су млађи играчи као што су Петар Сканси, Крешимир Ћосић, Рато Тврдић и Иво Данеу и успех је поновљен. Југославија је на том Светском првенству нанела Совјетском Савезу први пораз на великом такмичењу. И у Уругвају је Југославија завршила на другом месту, овога пута иза Совјетског Савеза, а испред Бразила. Иво Данеу је проглашен за најбољег играча Светског првенства.

### Најуспешније године
После пет Мундијала организованих на тлу Јужне Америке, организација светског првенства је припала Југославији. За домаћина завршнице 6. светског првенства изабрана је Љубљана. После две сребрне медаље нација је очекивала злато. Селектор Ранко Жеравица и играци: Крешимир Ћосић, Петар Сканси, Љубодраг Симоновић, Никола Плећаш, Винко Јеловац, Рато Тврдић, Драган Капичић, Драгутин Чермак, Трајко Рајковић, Дамир Шолман, Аљоша Жорга и Данеу су се потрудили да се то и догоди.
Захваљујући тадашњем систему такмичења, златна медаља је обезбеђена коло пре краја такмичења, победом над Американцима од 76:63. Ни пораз од Совјетског Савеза у последњем колу није помутио велико славље Југословена.
На путу до своје прве златне медаље „плави“ су редом побеђивали Италију 66:63, Бразил 80:55, Чехословачку 94:84, Уругвај 63:45, Сједињене Америчке Државе 70:63, да би у последњем колу били поражени од Совјетског Савеза 72:87.
За Светско првенство 1974. у Порторику је извршена смена генерације и шансу по први пут на Светским првенствима добијају два будућа велика аса Драган Кићановић и Дражен Далипагић. „Плави“ су победили Совјете са 82:79, али су поражени од Американаца резултатом 88:91, што ће их коштати одбране титуле.
Осмо Светско првенство које је одржано у главном граду Филипина, Манили, протекло је у потпуној доминацији Југославије. Селектор Александар Николић се вратио на клупу „плавих“ и окупио екипу која ће касније добити епитет „златна генерација“. Дражен Далипагић, Драган Кићановић, Ратко Радовановић, Петер Вилфан, Зоран Славнић, Мирза Делибашић, Бранко Скроче, Крешимир Ћосић, Дује Крстуловић, Жељко Јерков, Рајко Жижић и Андро Кнего су до златне медаље стигли без пораза. По први пут се на Мундијалу играло по новом систему, који је предвиђао финалну утакмицу. После девет убедљивих победа (Сенегал 99:64, Јужна Кореја 121:85, Канада 105:95, Филипини 117:101, Италија 108:76, САД 100:93, СССР 105:92, Бразил 91:87, Аустралија 105:101), Југославија се у финалу састала са кошаркашима Совјетског Савеза. Изабраници селектора Александра Гомељској поражени су у неизвесној завршници са 82:81 и победнички пехар се по други пут нашао у рукама југословенских кошаркаша. Трофеј намењен најбољем играчу и стрелцу првенства заслужио је Дражен Далипагић.

### Доба разочарења
После тријумфа у Манили и првог и јединог олимпијског злата које је 1980. године освојено на Олипијским играма у Москви, на Светком првенству у Колумбији Југославија није могла даље од трећег места.
На јубиларно 10. Светско првенство Југославија је отишла у подмлађеном саставу. Иако млад, Дражен Петровић је већ стекао репутацију сјајног играча, а селектор Крешимир Ћосић је у Шпанију повео и 18-годишњег дебитанта Владе Дивца. Овај Мундијал остаће упамћен по полуфиналној утакмици између Југославије и СССР и једном од најневероватнијих преокрета у истоји светских шампионата.
„Плави“ су педесетак секунди пре краја водили са девет поена разлике и били једном ногом у финалу. Тада на сцену ступају Арвидас Сабонис, Валдемарс Хомичус и Валдис Валтерс и са три тројке успевају да изборе продужетке. „Плави“ у додатних пет минута нису успели да се поврате од шока, а Совјети су славили са са 90:91.
Као утеха је стигла победа над Бразилом у мечу за 3. место од 117:91 и титула најбољег играча првенства која је отишла у руке Дражена Петровића.

### Нова доминација и крај
После 12 година, Југославија се на домаћем терену вратила на европски врх. На пет утакмица југословенска репрезентација, предвођена Драженом Петровићем, побеђивала је ривале просечном разликом од 22 поена.
Своју трећу титулу светског првака Југославија је освојила у Аргентини 1990. године. „Плави“ су у Буенос Ајрес отишли под вођством Душана Ивковића, а састав су чинили: Дражен Петровић, Велимир Перасовић, Зоран Чутура, Тони Кукоч, Жарко Паспаљ, Јуриј Здовц, Радисав Ћурчић, Жељко Обрадовић, Владе Дивац, Аријан Комазец, Зоран Савић и Зоран Јовановић (који је дошао као замена за повређеног Дина Рађу).
Југославија је савладала Венецуела 92:84, Ангола 83:77, Бразил 105:86, Совјетски Савез 100:77 и Грчка 77:67. Једини пораз будућим шампионима нанео је Порторико 75:82. У полуфиналу су савладани кошаркаши Сједињених Држава са 99:91, да би у финалу „плави“ победили Совјетски Савез са 92:75. За најбољег играча првенства проглашен је Тони Кукоч.

## Успеси

### Европска првенства
На Европским првенствима у кошарци, јединствена Југославија је освојила златне медаље пет пута (1973, 1975, 1977, 1989, 1991), сребрне пет пута (1961, 1965, 1969, 1971, 1981) и бронзане три пута (1963, 1979, 1987)

#### Пласмани
| Година | Пласман          |
| ------ | ---------------- |
| 1935.  | Није учествовала |
| 1937.  | Није учествовала |
| 1939.  | Није учествовала |
| 1946.  | Није учествовала |
| 1947.  | 13. место        |
| 1949.  | Није учествовала |
| 1951.  | Није учествовала |
| 1953.  | 6. место         |
| 1955.  | 8. место         |
| 1957.  | 6. место         |
| 1959.  | 9. место         |
| 1961.  | 2. место         |
| 1963.  | 3. место         |
| 1965.  | 2. место         |
| 1967.  | 9. место         |
| 1969.  | 2. место         |
| 1971.  | 2. место         |
| 1973.  | Прваци           |
| 1975.  | Прваци           |
| 1977.  | Прваци           |
| 1979.  | 3. место         |
| 1981.  | 2. место         |
| 1983.  | 7. место         |
| 1985.  | 7. место         |
| 1987.  | 3. место         |
| 1989.  | Прваци           |
| 1991.  | Прваци           |

### Светска првенства
На светским првенствима у кошарци, јединствена Југославија је освојила три златне медаље (1970, 1978, 1990) три сребрне медаље (1963, 1967, 1974) и две бронзане медаље (1982, 1986).

#### Пласмани
| Година | Пласман          |
| ------ | ---------------- |
| 1950.  | 10. место        |
| 1954.  | 11. место        |
| 1959.  | Није учествовала |
| 1963.  | 2. место         |
| 1967.  | 2. место         |
| 1970.  | Прваци           |
| 1974.  | 2. место         |
| 1978.  | Прваци           |
| 1982.  | 3. место         |
| 1986.  | 3. место         |
| 1990.  | Прваци           |

### Олимпијске игре
На Летњим олимпијским играма, јединствена Југославија је освојила једну златну медаљу (1980), три пута сребрне (1968, 1976, 1988) и освојила једном бронзану медаљу (1984).

#### Пласмани
| 1936. | Није учествовала | Није учествовала | Није учествовала | Није учествовала |
| 1948. | Није учествовала | Није учествовала | Није учествовала | Није учествовала |
| 1952. | Није учествовала | Није учествовала | Није учествовала | Није учествовала |
| 1956. | Није учествовала | Није учествовала | Није учествовала | Није учествовала |
| 1960. | 6. место         |                  |                  |                  |
| 1964. | 7. место         |                  |                  |                  |
| 1968. | 2. место         |                  |                  |                  |
| 1972. | 5. место         |                  |                  |                  |
| 1976. | 2. место         |                  |                  |                  |
| 1980. | Прваци           |                  |                  |                  |
| 1984. | 3. место         |                  |                  |                  |
| 1988. | 2. место         |                  |                  |                  |

## Листа стрелаца репрезентације Југославије свих времена
Листа објављена у политикином Свету спорта бр. 4 од 23. марта 2010.
| #  | Играч             | Поена |
| -- | ----------------- | ----- |
| 1  | Дражен Далипагић  | 3.700 |
| 2  | Драган Кићановић  | 3.330 |
| 3  | Крешимир Ћосић    | 3.180 |
| 4  | Радивој Кораћ     | 3.107 |
| 5  | Дражен Петровић   | 2.830 |
| 6  | Винко Јеловац     | 2.220 |
| 7  | Иво Данеу         | 2.214 |
| 8  | Ратко Радовановић | 2.175 |
| 9  | Дамир Шолман      | 1.798 |
| 10 | Мирза Делибашић   | 1.759 |